# Neocompsa tuberosa
Neocompsa tuberosa là một loài bọ cánh cứng trong họ Cerambycidae.